# Ben Feringa
Bernard Lucas Feringa dit Ben Feringa, né le 18 mai 1951 à Barger-Compascuum, est un chimiste néerlandais lauréat du prix Nobel de chimie en 2016, qu'il obtient pour ses travaux avec Jean-Pierre Sauvage et James Fraser Stoddart sur la conception et la synthèse de machines moléculaires.

## Biographie
Ben Feringa a obtenu en 1978 un doctorat intitulé "Asymmetric oxidation of phenols. Atropisomerism and optical activity" « Oxydation asymétrique de phénols. Atropisomérie et activité optique » à l'université de Groningue sous la supervision du professeur Hans Wijnberg. Après une courte période chez Shell aux Pays-Bas et au Royaume-Uni, il a été nommé professeur à l'université de Groningue en 1984 (Lecturer) puis professeur titulaire (Full Professor), succédant au professeur Wijnberg, en 1988. Le début de sa carrière a été axé sur la catalyse homogène et les oxydations cataliques, se concentrant en particulier sur la stéréochimie avec des contributions majeures dans le domaine de la catalyse énantiosélective, incluant des ligands monophos utilisés dans  des hydrogénations asymétriques, des additions conjuguées asymétriques de réactifs organométalliques, y compris avec des organolithiens hautement réactifs, la photochimie organique et la stéréochimie. Dans les années 1990, le travail de Ben Feringa en stéréochimie a conduit à des contributions majeures en photochimie, produisant le premier moteur rotatif moléculaire mis en route par une lumière monodirectionnelle et plus tard une voiture moléculaire, dite nanocar, entraînée par des impulsions électriques.
Bernard Feringa détient plus de 30 brevets et a publié plus de 650 articles dans des revues à comité de lecture en 2016, il est cité plus de 30 000 fois et a un indice h de plus de 90. Il a supervisé plus de 100 étudiants de doctorat au cours de sa carrière.

## Publications (extrait)
- (en) S. P. Fletcher, F. Dumur, M. M. Pollard, B. L. Feringa, A Reversible, Unidirectional Molecular Rotary Motor Driven by Chemical Energy, Science 310, 2005, p. 80–82, doi:10.1126/science.1117090.
- (en) Ben L. Feringa, Nagatoshi Koumura, Robert W. J. Zijlstra, Richard A. Van Delden, Noboyuki Harada, Light-driven monodirectional molecular rotor, Nature, vol. 401, 199, p. 152.
- (en) Javier Vicario, Martin Walko, Auke Meetsma, Ben L. Feringa, Fine Tuning of the Rotary Motion by Structural Modification in Light-Driven Unidirectional Molecular Motors, J. Am. Chem. Soc., 128, 2006, p. 5127–5135, doi:10.1021/ja058303m.
- (en) Javier Vicario, Auke Meetsma, Ben L. Feringa, Controlling the speed of rotation in molecular motors. Dramatic acceleration of the rotary motion by structural modification, Chem. Commun., 2005, p. 5910–5912, doi:10.1039/B507264F.

## Distinctions
- Commandeur de l'ordre du Lion néerlandais